# Ben Hametzarim
Las 3 semanas que van desde el 17 de Tamuz al 9 de Av son conocidas como Ben Hametzarim (Hebreo: בין המצרים). Quienes conmemoran estos días de duelo se abstienen de escuchar música, cortarse el cabello y otras cosas que varían según las costumbres de cada uno.
Durante este período, muchas calamidades sobrevinieron sobre el  pueblo judío a través de las generaciones y fue durante este período de Ben Hametzarim que ambos Templos fueron destruidos. Por eso estos días fueron establecidos como un tiempo de duelo por la destrucción de los Santuarios de Jerusalén
- Judaísmo
- Festividades judías
- Las tres peregrinaciones a Jerusalén en el judaísmo